# Roxana
Roxana (în persană رخسانه,‎ Rokhsāna) a fost o prințesă bactriană și soția lui Alexandru Macedon

## Viața
Roxana a fost fiica lui Oxyartes din Bactra, Bactria, născută în jurul anului 343 î.Hr.. Alexandru s-a însurat cu frumoasa bactriană în vârstă de 16 ani după cucerirea unei fortărețe în Sogdiana. Iubirea lui Alexandru pentru prințesa bactriană era nemărginită, conform surselor antice.
Aceasta l-a însoțit în campania împotriva Indiei. După moartea în anul 323 î.Hr. la Babilon a lui Alexandru, Roxana le-a ucis pe celelalte soții ale soțului său. De asemenea, aceasta l-a născut pe Alexandru al IV-lea Aegus.
Mama lui Alexandru, Olympias, i-a adăpostit pe Roxana și pe fiul ei în Macedonia, amândoi fiind asasinați în 310 î.Hr. din ordinul lui Casandru, unul dintre diadohi.

## Vezi și
- Imperiul Persan
- Bătălia de la Gaugamela

1. 1 2  IeSBE / Roksana[*] Verificați valoarea |titlelink= (ajutor)